# Formule 1 in 1982
Het Formule 1-seizoen 1982 was het 33ste FIA Formula One World Championship seizoen. Het begon op 23 januari en eindigde op 25 september na zestien races.
Bijtanken werd toegestaan tijdens een race en moest dus tijdens de pitstop gebeuren. Dit werd 2 jaar zo gedaan (tot en met 1984), waarna het weer voor 9 jaar verboden werd omwille van veiligheidsreden. Vanaf 1994 mocht er opnieuw worden bijgetankt. In het seizoen 2010 werd opnieuw besloten het bijtanken te schrappen tijdens de race.
Keke Rosberg werd wereldkampioen met slechts één overwinning.
Maar liefst elf coureurs van zeven verschillende teams wonnen een Grand Prix en geen enkele coureur won meer dan twee races.
Gilles Villeneuve vond de dood bij een ongeluk in de kwalificatie van de Grand Prix van België.
Riccardo Paletti was de laatste coureur die bij een ongeluk tijdens een race om het leven kwam, voor Roland Ratzenberger en Ayrton Senna.

## Kalender
| GP nr. | Ronde | Grand Prix                      | Circuit                           | Plaats                  | Datum        |
| ------ | ----- | ------------------------------- | --------------------------------- | ----------------------- | ------------ |
| 358    | 1     | GP van Zuid-Afrika              | Kyalami Grand Prix Circuit        | Midrand                 | 23 januari   |
| 359    | 2     | GP van Brazilië                 | Circuit van Jacarepagua           | Rio de Janeiro          | 21 maart     |
| 360    | 3     | GP van de Verenigde Staten West | Long Beach GP Circuit             | Long Beach (Californië) | 4 april      |
| 361    | 4     | GP van San Marino               | Autodromo Dino Ferrari            | Imola                   | 25 april     |
| 362    | 5     | GP van België                   | Circuit Zolder                    | Heusden-Zolder          | 9 mei        |
| 363    | 6     | GP van Monaco                   | Circuit de Monaco                 | Monte Carlo             | 23 mei       |
| 364    | 7     | GP van de Verenigde Staten Oost | Stratencircuit Detroit            | Detroit (Michigan)      | 6 juni       |
| 365    | 8     | GP van Canada                   | Circuit Gilles Villeneuve         | Montreal (Quebec)       | 13 juni      |
| 366    | 9     | GP van Nederland                | Circuit Park Zandvoort            | Zandvoort               | 3 juli       |
| 367    | 10    | GP van Groot-Brittannië         | Brands Hatch                      | West Kingsdown          | 18 juli      |
| 368    | 11    | GP van Frankrijk                | Circuit Paul Ricard               | Le Castellet            | 25 juli      |
| 369    | 12    | GP van Duitsland                | Hockenheimring                    | Hockenheim              | 8 augustus   |
| 370    | 13    | GP van Oostenrijk               | Österreichring                    | Spielberg               | 15 augustus  |
| 371    | 14    | GP van Zwitserland              | Circuit de Dijon-Prenois          | Dijon                   | 29 augustus  |
| 372    | 15    | GP van Italië                   | Autodromo Nazionale Monza         | Monza                   | 12 september |
| 373    | 16    | GP van Las Vegas                | Caesars Palace Grand Prix Circuit | Las Vegas (Nevada)      | 25 september |

### Afgelast
- De Grand Prix van Argentinië werd in februari afgelast vanwege politieke onrust in Argentinië.[1] Een tweede reden was dat sponsors zich hadden teruggetrokken na de staking van de coureurs tijdens de eerste race Grand Prix van 1982 in Zuid-Afrika in januari.[2]
- De Grand Prix van Spanje werd afgelast vanwege veiligheidsredenen en verouderde faciliteiten.[3]
- De Grand Prix van Australië was een reserve race die gehouden kon worden in Ravenhall, aan de rand van de stad Melbourne.[4] Deze race ging uiteindelijk niet door.

| Ronde | Grand Prix        | Circuit                                                                     | Plaats                     | Originele datum |
| ----- | ----------------- | --------------------------------------------------------------------------- | -------------------------- | --------------- |
| 2     | GP van Argentinië | Autódromo Municipal del Parque Almirante Brown de la Ciudad de Buenos Aires | Buenos Aires               | 7 maart         |
| 10    | GP van Spanje     | Circuito Permanente del Jarama                                              | San Sebastián de los Reyes | 27 juni         |
| Res   | GP van Australië  | Ravenhall                                                                   | Melbourne                  | 3 oktober       |

## Resultaten en klassement

### Grands Prix
| Ronde | Grand Prix                      | Poleposition      | Snelste ronde        | Winnende coureur     | Winnende constructeur | Banden | Verslag |
| ----- | ------------------------------- | ----------------- | -------------------- | -------------------- | --------------------- | ------ | ------- |
| 1     | GP van Zuid-Afrika              | René Arnoux       | Alain Prost          | Alain Prost          | Renault               | M      | Verslag |
| 2     | GP van Brazilië                 | Alain Prost       | Alain Prost          | Alain Prost          | Renault               | M      | Verslag |
| 3     | GP van de Verenigde Staten West | Andrea de Cesaris | Niki Lauda           | Niki Lauda           | McLaren-Ford          | M      | Verslag |
| 4     | GP van San Marino               | René Arnoux       | Didier Pironi        | Didier Pironi        | Ferrari               | G      | Verslag |
| 5     | GP van België                   | Alain Prost       | John Marshall Watson | John Marshall Watson | McLaren-Ford          | M      | Verslag |
| 6     | GP van Monaco                   | René Arnoux       | Riccardo Patrese     | Riccardo Patrese     | Brabham-Ford          | G      | Verslag |
| 7     | GP van de Verenigde Staten Oost | Alain Prost       | Alain Prost          | John Marshall Watson | McLaren-Ford          | M      | Verslag |
| 8     | GP van Canada                   | Didier Pironi     | Didier Pironi        | Nelson Piquet        | Brabham-BMW           | G      | Verslag |
| 9     | GP van Nederland                | René Arnoux       | Derek Warwick        | Didier Pironi        | Ferrari               | G      | Verslag |
| 10    | GP van Groot-Brittannië         | Keke Rosberg      | Brian Henton         | Niki Lauda           | McLaren-Ford          | M      | Verslag |
| 11    | GP van Frankrijk                | René Arnoux       | Riccardo Patrese     | René Arnoux          | Renault               | M      | Verslag |
| 12    | GP van Duitsland                | Didier Pironi     | Nelson Piquet        | Patrick Tambay       | Ferrari               | G      | Verslag |
| 13    | GP van Oostenrijk               | Nelson Piquet     | Nelson Piquet        | Elio de Angelis      | Lotus-Ford            | G      | Verslag |
| 14    | GP van Zwitserland              | Alain Prost       | Alain Prost          | Keke Rosberg         | Williams-Ford         | G      | Verslag |
| 15    | GP van Italië                   | Mario Andretti    | René Arnoux          | René Arnoux          | Renault               | M      | Verslag |
| 16    | GP van Las Vegas                | Alain Prost       | Michele Alboreto     | Michele Alboreto     | Tyrrell-Ford          | G      | Verslag |

### Puntentelling
Punten worden toegekend aan de top zes geklasseerde coureurs.
| Positie | 01e0 | 02e0 | 03e0 | 04e0 | 05e0 | 06e0 |
| Punten  | 9    | 6    | 4    | 3    | 2    | 1    |

### Klassement bij de coureurs
De elf beste resultaten van alle wedstrijden tellen mee voor de eindstand.
| Pos. | Nr               | Coureur            | Grands Prix | Grands Prix | Grands Prix | Grands Prix | Grands Prix | Grands Prix | Grands Prix | Grands Prix | Grands Prix | Grands Prix | Grands Prix | Grands Prix | Grands Prix | Grands Prix | Grands Prix | Grands Prix | Punten |
| Pos. | Nr               | Coureur            | ZAF         | BRA         | VSW         | SMR         | BEL         | MON         | VSO         | CAN         | NED         | GBR         | FRA         | DUI         | OOS         | ZWI         | ITA         | LSV         | Punten |
| ---- | ---------------- | ------------------ | ----------- | ----------- | ----------- | ----------- | ----------- | ----------- | ----------- | ----------- | ----------- | ----------- | ----------- | ----------- | ----------- | ----------- | ----------- | ----------- | ------ |
| 1    | 6                | Keke Rosberg       | 5           | DSQ         | 2           |             | 2           | DNF         | 4           | DNF         | 3           | DNFP        | 5           | 3           | 2           | 1           | 8           | 5           | 44     |
| 2    | 28               | Didier Pironi      | 18          | 6           | DNF         | 1S          | WD          | 2           | 3           | 9PS0        | 1           | 2           | 3           | DNSP        |             |             |             |             | 39     |
| 3    | 7                | John Watson        | 6           | 2           | 6           |             | 1S          | DNF         | 1           | 3           | 9           | DNF         | DNF         | DNF         | 9           | 13          | 4           | 2           | 39     |
| 4    | 15               | Alain Prost        | 1S          | 1PS0        | DNF         | DNF         | DNFP        | 7           | NCPS0       | DNF         | DNF         | 6           | 2           | DNF         | 8           | 2PS0        | DNF         | 4P          | 34     |
| 5    | 8                | Niki Lauda         | 4           | DNF         | 1S          |             | DSQ         | DNF         | DNF         | DNF         | 4           | 1           | 8           | DNS         | 5           | 3           | DNF         | DNF         | 30     |
| 6    | 16               | René Arnoux        | 3P          | DNF         | DNF         | DNFP        | DNF         | DNFP        | 10          | DNF         | DNFP        | DNF         | 1P          | 2           | DNF         | 16          | 1S          | DNF         | 28     |
| 7    | 27               | Patrick Tambay     |             |             |             |             |             |             |             |             | 8           | 3           | 4           | 1           | 4           | DNF         | 2           | DNS         | 25     |
| 8    | 3                | Michele Alboreto   | 7           | 4           | 4           | 3           | DNF         | 10          | DNF         | DNF         | 7           | DNF         | 6           | 4           | DNF         | 7           | 5           | 1S          | 25     |
| 9    | 11               | Elio de Angelis    | 8           | DNF         | 5           |             | 4           | 5           | DNF         | 4           | DNF         | 4           | DNF         | DNF         | 1           | 6           | DNF         | DNF         | 23     |
| 10   | 2                | Riccardo Patrese   | DNF         | DNF         | 3           |             | DNF         | 1S          | DNF         | 2           | 15          | DNF         | DNFS        | DNF         | DNF         | 5           | DNF         | DNF         | 21     |
| 11   | 1                | Nelson Piquet      | DNF         | DSQ         | DNF         |             | 5           | DNF         | DNQ         | 1           | 2           | DNF         | DNF         | DNFS        | DNFPS0      | 4           | DNF         | DNF         | 20     |
| 12   | 25               | Eddie Cheever      | DNF         | DNF         | DNF         |             | 3           | DNF         | 2           | 10          | DNQ         | DNF         | 16          | DNF         | DNF         | DNF         | 6           | 3           | 15     |
| 13   | 33 (3x)/ 5 (12x) | Derek Daly         | 14          | DNF         | DNF         |             | DNF         | 6           | 5           | 7           | 5           | 5           | 7           | DNF         | DNF         | 9           | DNF         | 6           | 8      |
| 14   | 12               | Nigel Mansell      | DNF         | 3           | 7           |             | DNF         | 4           | DNF         | DNF         |             | DNF         |             | 9           | DNF         | 8           | 7           | DNF         | 7      |
| 15   | 27               | Gilles Villeneuve  | DNF         | DNF         | DSQ         | 2           | DNS         |             |             |             |             |             |             |             |             |             |             |             | 6      |
| 16   | 5                | Carlos Reutemann   | 2           | DNF         |             |             |             |             |             |             |             |             |             |             |             |             |             |             | 6      |
| 17   | 22               | Andrea de Cesaris  | 13          | DNF         | DNFP        | DNF         | DNF         | 3           | DNF         | 6           | DNF         | DNF         | DNF         | DNF         | DNF         | 10          | 10          | 9           | 5      |
| 18   | 26               | Jacques Laffite    | DNF         | DNF         | DNF         |             | 9           | DNF         | 6           | DNF         | DNF         | DNF         | 14          | DNF         | 3           | DNF         | DNF         | DNF         | 5      |
| 19   | 5 (1x)/ 28 (2x)  | Mario Andretti     |             |             | DNF         |             |             |             |             |             |             |             |             |             |             |             | 3P          | DNF         | 4      |
| 20   | 31               | Jean-Pierre Jarier | DNF         | 9           | DNF         | 4           | DNF         | DNQ         | DNF         | DNF         | 14          | DNF         | DNF         | DNF         | DNQ         | DNF         | DNF         | DNS         | 3      |
| 21   | 29               | Marc Surer         |             |             |             |             | 7           | 9           | 8           | 5           | 10          | DNF         | 13          | 6           | DNF         | 15          | DNF         | 7           | 3      |
| 22   | 23               | Bruno Giacomelli   | 11          | DNF         | DNF         | DNF         | DNF         | DNF         | DNF         | DNF         | 11          | 7           | 9           | 5           | DNF         | 12          | DNF         | 10          | 2      |
| 23   | 10               | Eliseo Salazar     | 9           | DNF         | DNF         | 5           | DNF         | DNF         | DNF         | DNF         | 13          | DNQ         | DNF         | DNF         | DNQ         | 14          | 9           | DNQ         | 2      |
| 24   | 9                | Manfred Winkelhock | 10          | 5           | DNF         | DSQ         | DNF         | DNF         | DNF         | DNQ         | 12          | DNQ         | 11          | DNF         | DNF         | DNF         | DNQ         | NC          | 2      |
| 25   | 30               | Mauro Baldi        | DNQ         | 10          | DNQ         |             | DNF         | DNQ         | DNF         | 8           | 6           | 9           | DNF         | DNF         | 6           | DNQ         | 12          | 11          | 2      |
| 26   | 20               | Chico Serra        | 17          | DNF         | DNQ         |             | 6           | DNPQ        | 11          | DNQ         | DNF         | DNF         |             | 11          | 7           | DNQ         | 11          | DNQ         | 1      |
| 27   | 4                | Brian Henton       | DNQ         | DNQ         | DNF         | DNF         | DNF         | 8           | 9           | NC          | DNF         | 8S          | 10          | 7           | DNF         | 11          | DNF         | 8           | 0      |
| 28   | 17               | Jochen Mass        | 12          | 8           | 8           |             | DNF         | DNQ         | 7           | 11          | DNF         | 10          | DNF         |             |             |             |             |             | 0      |
| 29   | 4                | Slim Borgudd       | 16          | 7           | 10          |             |             |             |             |             |             |             |             |             |             |             |             |             | 0      |
| 30   | 18               | Raul Boesel        | 15          | DNF         | 9           |             | 8           | DNPQ        | DNF         | DNF         | DNF         | DNQ         | DNQ         | DNF         | DNQ         | DNF         | DNQ         | 13          | 0      |
| 31   | 14               | Roberto Guerrero   | DNQ         | DNQ         | DNF         |             | DNQ         | DNQ         | DNF         | DNF         | DNQ         | DNF         | DNQ         | 8           | DNF         | DNF         | NC          | DNS         | 0      |
| 32   | 35               | Derek Warwick      | DNF         | DNQ         | DNQ         | DNF         | DNF         | DNQ         |             |             | DNFS        | DNF         | 15          | 10          | DNF         | DNF         | DNF         | DNF         | 0      |
| 33   | 17               | Rupert Keegan      |             |             |             |             |             |             |             |             |             |             |             | DNQ         | DNF         | DNF         | DNQ         | 12          | 0      |
| 34   | 33/ 12           | Geoff Lees         |             |             |             |             |             |             |             | DNF         |             |             | 12          |             |             |             |             |             | 0      |
| —    | 36               | Teo Fabi           | DNQ         | DNQ         | DNQ         | NC          | DNF         | DNPQ        |             |             | DNQ         | DNF         | DNF         | DNQ         | DNF         | DNF         | DNF         | DNQ         | 0      |
| —    | 32               | Riccardo Paletti   | DNQ         | DNPQ        | DNQ         | DNF         | DNPQ        | DNPQ        | DNF         | DNF         |             |             |             |             |             |             |             |             | 0      |
| —    | 33               | Tommy Byrne        |             |             |             |             |             |             |             |             |             |             |             | DNQ         | DNF         | DNQ         | DNQ         | DNF         | 0      |
| —    | 33               | Jan Lammers        |             |             |             |             | DNQ         | DNQ         | DNQ         |             | DNF         | DNQ         | DNQ         |             |             |             |             |             | 0      |
| —    | 19               | Emilio de Villota  |             |             |             |             | DNPQ        | DNPQ        | DNQ         | DNQ         | DNPQ        |             |             |             |             |             |             |             | 0      |
| —    | 12               | Roberto Moreno     |             |             |             |             |             |             |             |             | DNQ         |             |             |             |             |             |             |             | 0      |
| Pos. | Nr               | Coureur            | ZAF         | BRA         | VSW         | SMR         | BEL         | MON         | VSO         | CAN         | NED         | GBR         | FRA         | DUI         | OOS         | ZWI         | ITA         | LSV         | Punten |
| Pos. | Nr               | Coureur            | Grands Prix |             |             |             |             |             |             |             |             |             |             |             |             |             |             |             | Punten |

| Resultaat                      |
| ------------------------------ |
| Winnaar                        |
| Tweede plaats                  |
| Derde plaats                   |
| Gefinisht (punten)             |
| Gefinisht (geen punten)        |
| Niet geklasseerd (NC)          |
| Uitgevallen (DNF)              |
| Niet gekwalificeerd (DNQ)      |
| Niet gepre-kwalificeerd (DNPQ) |
| Gediskwalificeerd (DSQ)        |
| Niet gestart (DNS)             |
| Gewond (INJ)                   |
| Uitgesloten (EX)               |
| Teruggetrokken (WD)            |
| Niet deelgenomen (blanco cel)  |
| P Pole position                |
| S Snelste ronde                |

### Klassement bij de constructeurs
Alle behaalde coureurspunten tellen mee voor het constructeurskampioenschap.
| Pos. | Constructeur    | Nr. | Grands Prix | Grands Prix | Grands Prix | Grands Prix | Grands Prix | Grands Prix | Grands Prix | Grands Prix | Grands Prix | Grands Prix | Grands Prix | Grands Prix | Grands Prix | Grands Prix | Grands Prix | Grands Prix | Punten |
| Pos. | Constructeur    | Nr. | ZAF         | BRA         | VSW         | SMR         | BEL         | MON         | VSO         | CAN         | NED         | GBR         | FRA         | DUI         | OOS         | ZWI         | ITA         | LSV         | Punten |
| ---- | --------------- | --- | ----------- | ----------- | ----------- | ----------- | ----------- | ----------- | ----------- | ----------- | ----------- | ----------- | ----------- | ----------- | ----------- | ----------- | ----------- | ----------- | ------ |
| 1    | Ferrari         | 27  | DNF         | DNF         | DSQ         | 2           | DNS         |             |             |             | 8           | 3           | 4           | 1           | 4           | DNF         | 2           | DNS         | 74     |
| 1    | Ferrari         | 28  | 18          | 6           | DNF         | 1S          | WD          | 2           | 3           | 9PS0        | 1           | 2           | 3           | DNSP        |             |             | 3P          | DNF         | 74     |
| 2    | McLaren-Ford    | 7   | 6           | 2           | 6           |             | 1S          | DNF         | 1           | 3           | 9           | DNF         | DNF         | DNF         | 9           | 13          | 4           | 2           | 69     |
| 2    | McLaren-Ford    | 8   | 4           | DNF         | 1S          |             | DSQ         | DNF         | DNF         | DNF         | 4           | 1           | 8           | DNS         | 5           | 3           | DNF         | DNF         | 69     |
| 3    | Renault         | 15  | 1S          | 1PS0        | DNF         | DNF         | DNFP        | 7           | NCPS0       | DNF         | DNF         | 6           | 2           | DNF         | 8           | 2PS0        | DNF         | 4P          | 62     |
| 3    | Renault         | 16  | 3P          | DNF         | DNF         | DNFP        | DNF         | DNFP        | 10          | DNF         | DNFP        | DNF         | 1P          | 2           | DNF         | 16          | 1S          | DNF         | 62     |
| 4    | Williams-Ford   | 5   | 2           | DNF         | DNF         |             | DNF         | 6           | 5           | 7           | 5           | 5           | 7           | DNF         | DNF         | 9           | DNF         | 6           | 58     |
| 4    | Williams-Ford   | 6   | 5           | DSQ         | 2           |             | 2           | DNF         | 4           | DNF         | 3           | DNFP        | 5           | 3           | 2           | 1           | 8           | 5           | 58     |
| 5    | Lotus-Ford      | 11  | 8           | DNF         | 5           |             | 4           | 5           | DNF         | 4           | DNF         | 4           | DNF         | DNF         | 1           | 6           | DNF         | DNF         | 30     |
| 5    | Lotus-Ford      | 12  | DNF         | 3           | 7           |             | DNF         | 4           | DNF         | DNF         | DNQ         | DNF         | 12          | 9           | DNF         | 8           | 7           | DNF         | 30     |
| 6    | Tyrrell-Ford    | 3   | 7           | 4           | 4           | 3           | DNF         | 10          | DNF         | DNF         | 7           | DNF         | 6           | 4           | DNF         | 7           | 5           | 1S          | 25     |
| 6    | Tyrrell-Ford    | 4   | 16          | 7           | 10          | DNF         | DNF         | 8           | 9           | NC          | DNF         | 8S          | 10          | 7           | DNF         | 11          | DNF         | 8           | 25     |
| 7    | Brabham-BMW     | 1   | DNF         |             |             |             | 5           | DNF         | DNQ         | 1           | 2           | DNF         | DNF         | DNFS        | DNFPS0      | 4           | DNF         | DNF         | 22     |
| 7    | Brabham-BMW     | 2   | DNF         |             |             |             | DNF         |             |             |             | 15          | DNF         | DNFS        | DNF         | DNF         | 5           | DNF         | DNF         | 22     |
| 8    | Ligier-Matra    | 25  | DNF         | DNF         | DNF         |             | 3           | DNF         | 2           | 10          | DNQ         | DNF         | 16          | DNF         | DNF         | DNF         | 6           | 3           | 20     |
| 8    | Ligier-Matra    | 26  | DNF         | DNF         | DNF         |             | 9           | DNF         | 6           | DNF         | DNF         | DNF         | 14          | DNF         | 3           | DNF         | DNF         | DNF         | 20     |
| 9    | Brabham-Ford    | 1   |             | DSQ         | DNF         |             |             |             |             |             |             |             |             |             |             |             |             |             | 19     |
| 9    | Brabham-Ford    | 2   |             | DNF         | 3           |             |             | 1S          | DNF         | 2           |             |             |             |             |             |             |             |             | 19     |
| 10   | Alfa Romeo      | 22  | 13          | DNF         | DNFP        | DNF         | DNF         | 3           | DNF         | 6           | DNF         | DNF         | DNF         | DNF         | DNF         | 10          | 10          | 9           | 7      |
| 10   | Alfa Romeo      | 23  | 11          | DNF         | DNF         | DNF         | DNF         | DNF         | DNF         | DNF         | 11          | 7           | 9           | 5           | DNF         | 12          | DNF         | 10          | 7      |
| 11   | Arrows-Ford     | 29  | DNQ         | DNQ         | DNF         |             | 7           | 9           | 8           | 5           | 10          | DNF         | 13          | 6           | DNF         | 15          | DNF         | 7           | 5      |
| 11   | Arrows-Ford     | 30  | DNQ         | 10          | DNQ         |             | DNF         | DNQ         | DNF         | 8           | 6           | 9           | DNF         | DNF         | 6           | DNQ         | 12          | 11          | 5      |
| 12   | ATS-Ford        | 9   | 10          | 5           | DNF         | DSQ         | DNF         | DNF         | DNF         | DNQ         | 12          | DNQ         | 11          | DNF         | DNF         | DNF         | DNQ         | NC          | 4      |
| 12   | ATS-Ford        | 10  | 9           | DNF         | DNF         | 5           | DNF         | DNF         | DNF         | DNF         | 13          | DNQ         | DNF         | DNF         | DNQ         | 14          | 9           | DNQ         | 4      |
| 13   | Osella-Ford     | 31  | DNF         | 9           | DNF         | 4           | DNF         | DNQ         | DNF         | DNF         | 14          | DNF         | DNF         | DNF         | DNQ         | DNF         | DNF         | DNS         | 3      |
| 13   | Osella-Ford     | 32  | DNQ         | DNPQ        | DNQ         | DNF         | DNPQ        | DNPQ        | DNF         | DNF         |             |             |             |             |             |             |             |             | 3      |
| 14   | Fittipaldi-Ford | 20  | 17          | DNF         | DNQ         |             | 6           | DNPQ        | 11          | DNQ         | DNF         | DNF         |             | 11          | 7           | DNQ         | 11          | DNQ         | 1      |
| 15   | March-Ford      | 17  | 12          | 8           | 8           |             | DNF         | DNQ         | 7           | 11          | DNF         | 10          | DNF         | DNQ         | DNF         | DNF         | DNQ         | 12          | 0      |
| 15   | March-Ford      | 18  | 15          | DNF         | 9           |             | 8           | DNPQ        | DNF         | DNF         | DNF         | DNQ         | DNQ         | DNF         | DNQ         | DNF         | DNQ         | 13          | 0      |
| 15   | March-Ford      | 19  |             |             |             |             | DNPQ        | DNPQ        | DNQ         | DNQ         | DNPQ        |             |             |             |             |             |             |             | 0      |
| 16   | Ensign-Ford     | 14  | DNQ         | DNQ         | DNF         |             | DNQ         | DNQ         | DNF         | DNF         | DNQ         | DNF         | DNQ         | 8           | DNF         | DNF         | NC          | DNS         | 0      |
| 17   | Toleman-Hart    | 35  | DNF         | DNQ         | DNQ         | DNF         | DNF         | DNQ         |             |             | DNFS        | DNF         | 15          | 10          | DNF         | DNF         | DNF         | DNF         | 0      |
| 17   | Toleman-Hart    | 36  | DNQ         | DNQ         | DNQ         | NC          | DNF         | DNPQ        |             |             | DNQ         | DNF         | DNF         | DNQ         | DNF         | DNF         | DNF         | DNQ         | 0      |
| 18   | Theodore-Ford   | 33  | 14          | DNF         | DNF         |             | DNQ         | DNQ         | DNQ         | DNF         | DNF         | DNQ         | DNQ         | DNQ         | DNF         | DNQ         | DNQ         | DNF         | 0      |
| Pos. | Constructeur    | Nr. | ZAF         | BRA         | VSW         | SMR         | BEL         | MON         | VSO         | CAN         | NED         | GBR         | FRA         | DUI         | OOS         | ZWI         | ITA         | LSV         | Punten |
| Pos. | Constructeur    | Nr. | Grands Prix |             |             |             |             |             |             |             |             |             |             |             |             |             |             |             | Punten |

| Resultaat                      |
| ------------------------------ |
| Winnaar                        |
| Tweede plaats                  |
| Derde plaats                   |
| Gefinisht (punten)             |
| Gefinisht (geen punten)        |
| Niet geklasseerd (NC)          |
| Uitgevallen (DNF)              |
| Niet gekwalificeerd (DNQ)      |
| Niet gepre-kwalificeerd (DNPQ) |
| Gediskwalificeerd (DSQ)        |
| Niet gestart (DNS)             |
| Gewond (INJ)                   |
| Uitgesloten (EX)               |
| Teruggetrokken (WD)            |
| Niet deelgenomen (blanco cel)  |
| P Pole position                |
| S Snelste ronde                |

## Wetenswaardigheden
Het was voor het eerst dat er drie Grands Prix in hetzelfde land gehouden werden. De drie Grands Prix werden gereden in Amerika op de circuits in Long Beach, Detroit, en Las Vegas. In Italië werden pas in 2020 voor het eerst sinds 1982 weer drie Grands Prix in één land gereden, namelijk op de circuits van Monza, Mugello en Imola. Daarna weer vanaf 2023 in de Verenigde Staten (Miami, Austin en Las Vegas).
1950 · 1951 · 1952 · 1953 · 1954 · 1955 · 1956 · 1957 · 1958 · 1959 · 1960 · 1961 · 1962 · 1963 · 1964 · 1965 · 1966 · 1967 · 1968 · 1969 · 1970 · 1971 · 1972 · 1973 · 1974 · 1975 · 1976 · 1977 · 1978 · 1979 · 1980 · 1981 · 1982 · 1983 · 1984 · 1985 · 1986 · 1987 · 1988 · 1989 · 1990 · 1991 · 1992 · 1993 · 1994 · 1995 · 1996 · 1997 · 1998 · 1999 · 2000 · 2001 · 2002 · 2003 · 2004 · 2005 · 2006 · 2007 · 2008 · 2009 · 2010 · 2011 · 2012 · 2013 · 2014 · 2015 · 2016 · 2017 · 2018 · 2019 · 2020 · 2021 · 2022 · 2023 · 2024 · 2025 · 2026 
 Lijst van Formule 1 Grand Prix-wedstrijden